# Colisión rápida en la pista
La Colisión rápida en la pista (en inglés: Ground collision) o también conocido como GCOL es un tipo de colisión en el que una aeronave choca con otra aeronave o con una estructura en la pista a alta velocidad, ya sea en el despegue o en el aterrizaje.

Animación del Vuelo 4805 de KLM chocando a alta velocidad al Vuelo 1736 de Pan Am en el Aeropuerto de Tenerife.

## Causas
Las colisiones rápidas en la pista pueden ser causas por:
- Falta de comunicación entre el controlador de tráfico aéreo y los pilotos.
- Falta de señalización e iluminación en el aeropuerto.
- Falta de capacidad en varios puntos del aeropuerto, en el área de rodaje, o en la pista.[3]